# 数字信号
數位訊號（英語：Digital signal）可以有多重的含義。它可以用來表示已經數位化的離散時間訊號，或者表示數位系統中的波形訊號。

## 離散時間訊號
數位信號是離散時間訊號（Discrete-time signal）的數位化表示，通常可由類比訊號（Analog signal）獲得。
類比是一組隨時間改變的數據，如某地方的溫度變化，車輛在行駛過程中的速度，或電路中某節點的電壓幅度等。有些類比信號可以用數位函數來表示，其中時間是自變量而訊號本身則作為應變量。離散時間訊號是類比信號的採樣結果：離散訊號的取值只在某些固定的時間點有意義（其他地方没有定義），而不像類比訊號那樣在時間軸上具有連續不斷的取值。
若離散時間訊號在各個採樣點（Samples）上的取值只是原來類比信號取值（可能需要無限長的數字來表示）的一個近似，那么我們就可以用有限字長（字長長度因應近似的精確程度而有所不同）來表示所有的採樣點取值，這樣的離散時間訊號稱為數位訊號。將一組精確測量的數值用有限字長的數值來表示的過程稱為量化（Quantization）。從概念上講，數位訊號是量化的離散時間訊號，而離散時間訊號則是已經採樣的類比訊號。
隨著電子技術的飛速發展，數位信號的應用也日益廣泛。很多現代的媒體處理工具，尤其是需要和電腦相連的儀器都從原來的類比訊號表示方式改為使用數位訊號表示方式。我們日常常見的例子包括手機、視頻播放器或音頻播放器和數位相機等。
一般情況下，數位訊號是以二進制數位表示的，因此訊號的量化精度一般以位元（bits）來衡量。